# Pieni-Janhonen
Pieni-Janhonen är en ö i Finland. Den ligger i sjön Kyyvesi och i kommunen Kangasniemi i den ekonomiska regionen  S:t Michel och landskapet Södra Savolax, i den södra delen av landet, 230 km nordost om huvudstaden Helsingfors. Öns area är 4,5 hektar och dess största längd är 430 meter i sydöst-nordvästlig riktning.